# 亞歷山大·勒泰利耶
亞歷山大·列迪利亞（法語：Alexandre Letellier；1990年11月11日—），是一位法国職業球員。

## 职业生涯

### 巴黎聖日耳曼
2020年9月25日，勒泰利耶回到巴黎聖日耳曼。他與俱樂部簽訂了一份將於2021年6月30日到期的合約。當天，他簽署了一份續約合同，讓他在巴黎聖日耳曼再待一年。

## 个人生平
他与妻子克洛伊育有一子。

## 榮譽
昂熱
- Coupe de France亞軍：2016–17

年轻人
- Swiss Super League冠軍：2017–18
- Swiss Cup亞軍：2017–18

巴黎聖日耳曼
- 法甲冠軍：2021–22[3]、2022–23